# Яки
Яки (на английски: Yaqui) е индиански народ в Мексико и Съединените американски щати, чиято прародина обхваща около 6000 км2 в поречието на Рио Яки, между Рио Матара и Аройо де Какарасу. След Мексиканската революция са разпръснати из южна Аризона, полуостров Юкатан и в района на Рио Яки. В Аризона част от тях се заселват още през 18 век и техните потомци днес живеят в малки общности в Тубак, Тъксън, Марана, Темпе, Скотсдейл, Фресно, Президио и Гуаделупе. През 2008 г. племето в Аризона наброява около 10 000 души. Останалата по-голяма част от племето продължава да живее в старата си родина около Рио Яки в Сонора, Мексико.

## Население
През 1530те наброяват около 30 000 души. До 1830 г. намаляват до около 12 000. След по-малко от 60 години на войни остават едва около 4000 (1887).

## Име
Яките наричат родината си „Хиаким“, от където идва и името яки. Самите те се наричат „йоеме – човек“ или „йоемем – хора“. Също така са известни и като Нацията яки или Паскуа яки.

## Език
Говорят диалект на езика Кахита, взаиморазбираем с езика Майо и двата класифицирани към Юто–ацтекското езиково семейство.

## Култура
Преди идването на европейците са предимно земеделци, които често се местят от място на място, заради сезонни наводнения. Занимават се още с риболов, лов, събирачество и нападения срещу съседите си. Основните култури, които отглеждат са царевица, боб, тикви и памук. Риболовът е по-популярен близо до крайбрежието.
Преди 1617 г. племето живее в около 80 ранчерии, всяка от по около 250 души. Всяка ранчерия се състои от няколко кръгли колиби измазани с кал и с плоски или леко наклонени тръстикови покриви. След това йезуитите обединяват разпръснатите ранчерии в 8 големи града населявани от 2000 до 4000 души всеки.
По време на колониалния период труда е регламентиран от испанските католически мисии. Въведени са нови земеделски култури, което води до излишък в производството.
Основна обществена единица е „хо’акаме“, която се състои от група роднини, които живеят заедно в една или две дървени постройки покрити с тръстика. Няма правила за пребиваване в групата. Ръководството е поверено на най-възрастния дееспособен мъж. Ако той умре, най-възрастният мъж в семейството трябва да реши какво да става в хо’акаме. Няма наследяване на земи и имоти. Всички брачни забрани са свързани с кръвните роднини. При брак семействата на двойката се споразумяват и обменят подаръци преди официална церемония.

## История
Яките срещат първите бели през 1533 г. Тъй като били изкусни войни не позволяват на испанците да ги завладеят. През 1617 г. приемат сред тях йезуитски мисионери. Пет дни след като първите двама мисионери стъпнат на тяхна земя, над 5000 яки приемат християнството. До 7 години след това почти цялото племе е покръстено. Племето живее мирно с мисионерите и следващите 150 години са период на творчески, културен и икономически просперитет. Религията им е силно повлияна от християнството и днес представлява сложен синкретизъм на старата и новата вяра.
През 1730 г. испанското колониално правителство изгонва всички йезуити от Сонора. Този акт разпалва гнева на яките и води до множество бунтове. Започват десетилетия на войни между яките и испанците, а по-късно и мексиканците. Този продължителен кървав конфликт остава в историята като Войната яки. В този период част от племето мигрира в южна Аризона, за да избегне репресиите. Тези, които остават в родината си преживяват поредица от жестокости. Най-фрапиращ е случай от 1868 г., когато мексиканската армия изгаря живи 150 яки затворени в една църква. След 1880 г. племето е подложено на допълнителни репресии от режима на Порфирио Диас. Хиляди яки са прехвърлени в Юкатан. За да се спасят много бягат при роднините си в Аризона.
Днес племето Паскуа яки в Аризона е федерално признато от 1978 г. Американските яки са ангажирани в местната икономика, но продължават да живеят в бедност. Живеещите в Мексико яки са все още относително изолирани и по-традиционни. Икономиката им днес е свързана основно със селското стопанство. Други важни икономически дейности са риболова, скотовъдството, дърводобива и въгледобива.